# Farkasvölgy
Kútvölgy ([ˈfɒɾkɒʃvølʝ]) est un quartier de Budapest situé dans le 12e arrondissement. Niché au pied de Kakkuk-hegy, il est bordé à l'est par le cimetière de Farkasrét.